# Софиевская Борщаговка
Софи́евская Борщаго́вка (укр. Софіївська Борщагівка) — село в Бучанском районе Киевской области Украины. Являлось административным центром Софиевско-Борщаговского сельского совета. С 2020 года — административный центр Борщаговской общины.

## Население
Население по переписи 2001 года составляло 6571 человек.

### Языковой состав
Родной язык населения по данным переписи 2001 года:
| Язык       | Численность, чел. | Доля     |
| ---------- | ----------------- | -------- |
| Украинский | 6 226             | 94,75 %  |
| Русский    | 302               | 4,60 %   |
| Другое     | 43                | 0,65 %   |
| Итого      | 6 571             | 100,00 % |

## География

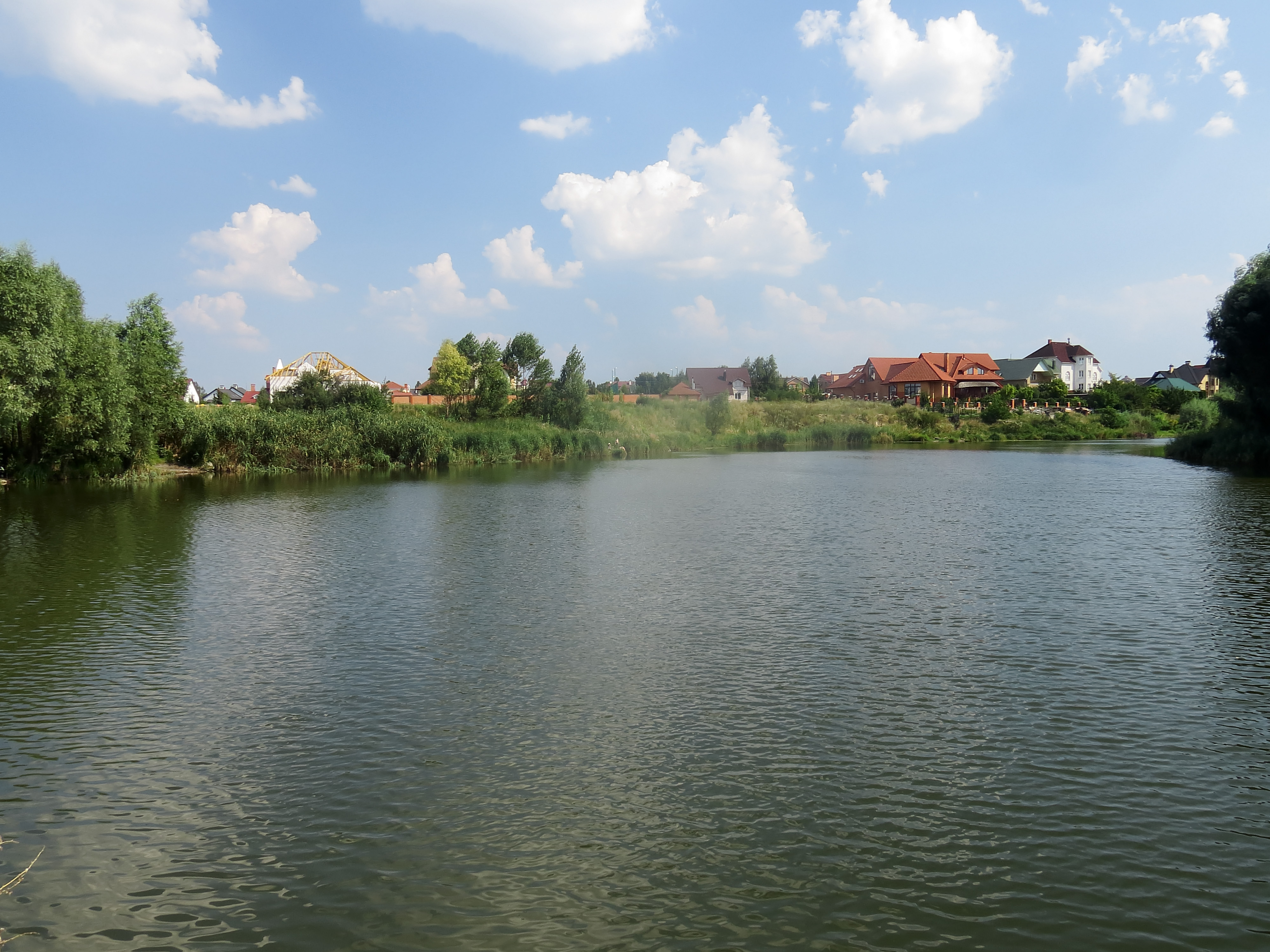

Граничит с Киевом вдоль Большой Окружной, на севере примыкает к Петропавловской Борщаговке, на юге — к городу Вишнёвое. Расстояние до центра Киева автодорогами около 16 км.
Ближайшая железнодорожная станция — Вишнёвое. Рядом также расположен аэропорт «Киев» имени Сикорского.
Через село протекает речка Нивка.

## Название
Помимо Софиевской Борщаговки в Киеве и Киевской области существуют также Никольская Борщаговка, Братская Борщаговка, Михайловская Борщаговка, Южная Борщаговка, Петропавловская Борщаговка.

## История
Село основано в 1497 году. Известно с XVI века как владение Софийского монастыря, в XVII—XVIII веках фигурировало как Мильковщина и Праведницкая земля. С 1937 г. — в составе Киево-Святошинского района.

## Инфраструктура
Софиевская Борщаговка состоит из нескольких частей — старой сельской части, коттеджного городка, новых жилых комплексов «Софиевская Слободка», «Софиевская сфера», «Волошковый», «София», «Львовский маеток», «Щасливый», «Sofia Résidence» и др.
Инфраструктура: сетевые супермаркеты, частные клиники, гимназия, приватные детские сады, отели и SPA комплексы, рестораны, кофейни, автосалоны Audi, Mercedes Benz, Volkswagen, станции техобслуживания «Porsche Zahid» и автотюнинга «South Art». Со стороны Большой Окружной при въезде в коттеджную часть села располагается американская церковь Киевский украинский храм.

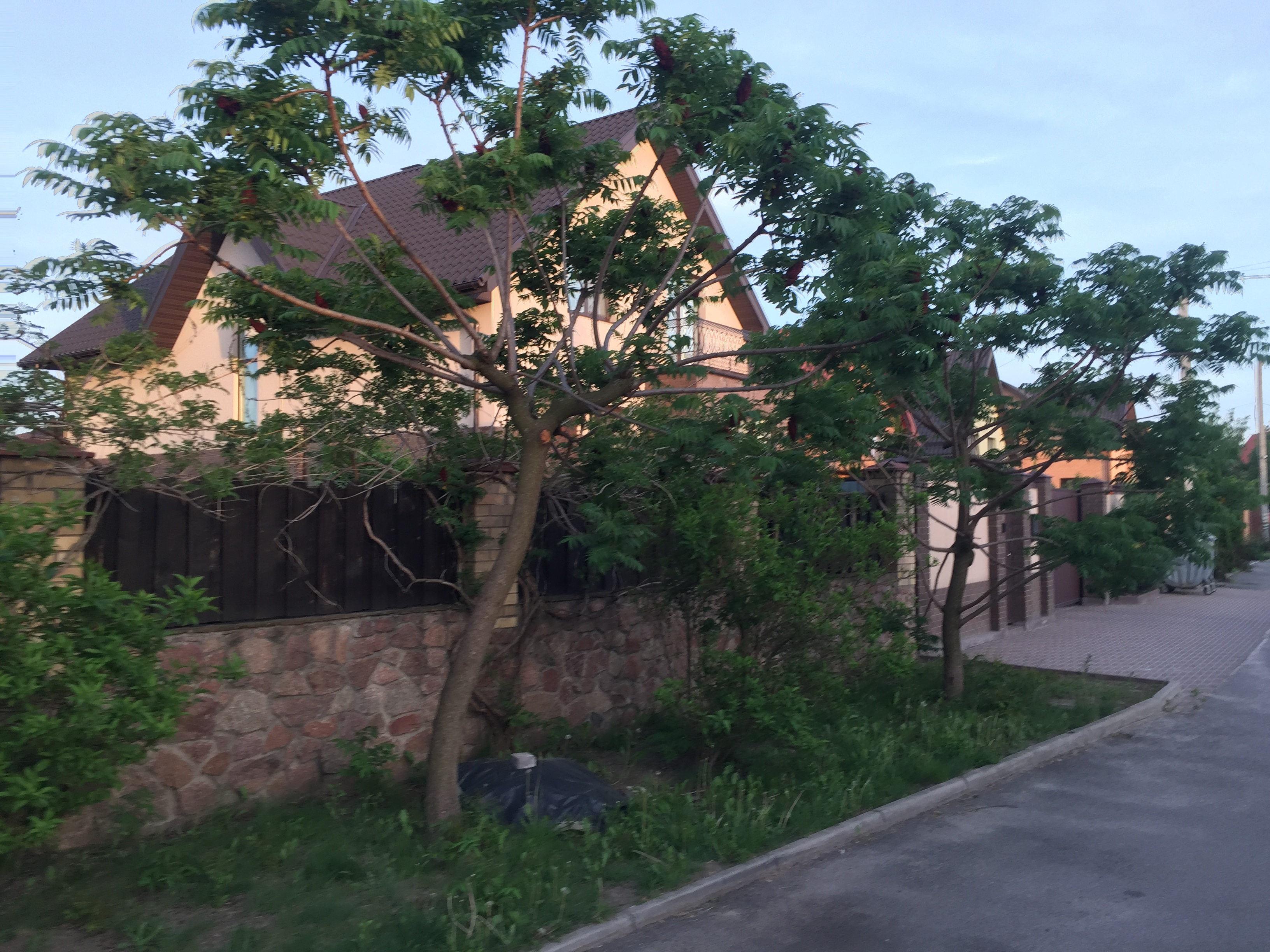
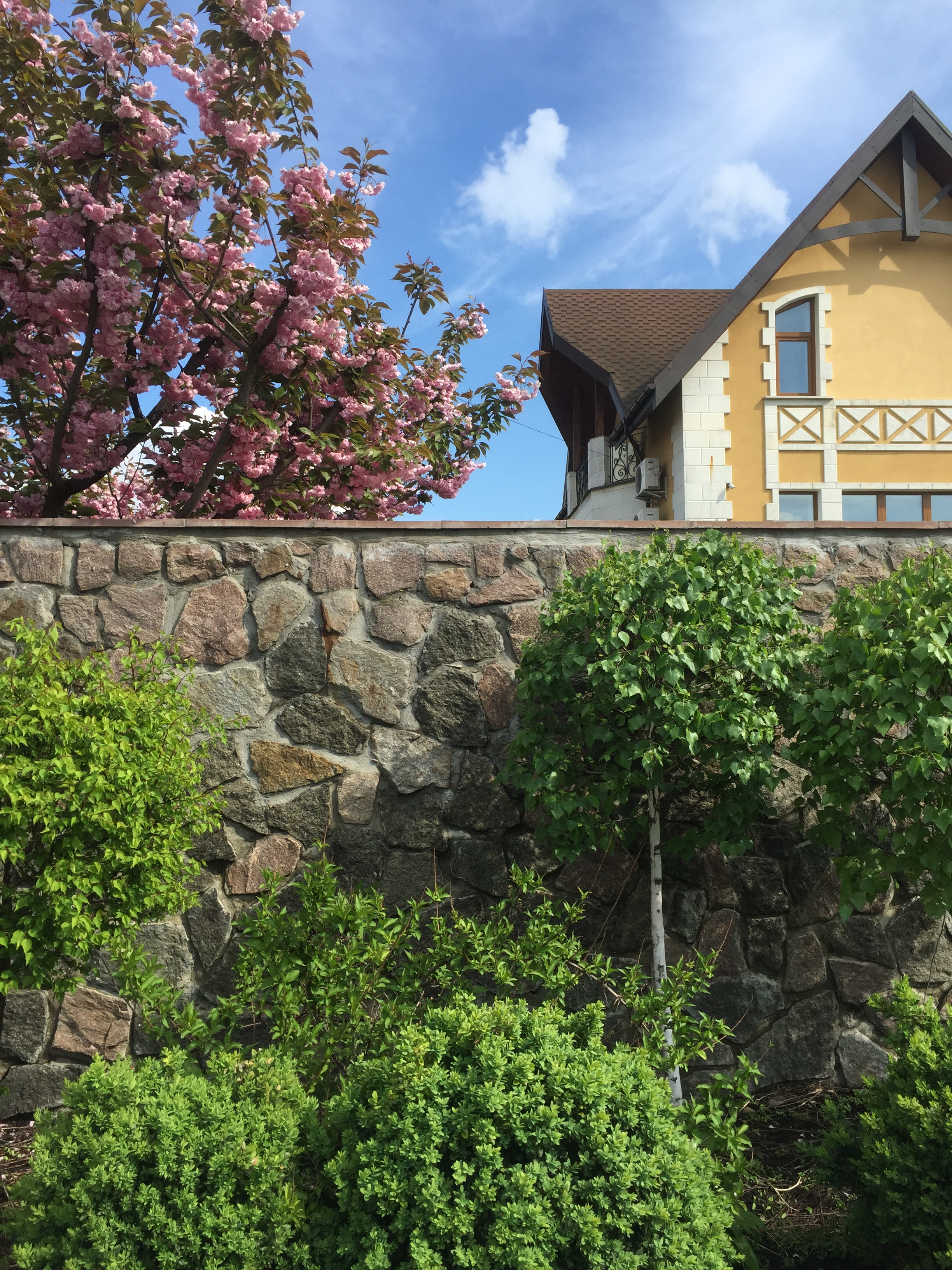
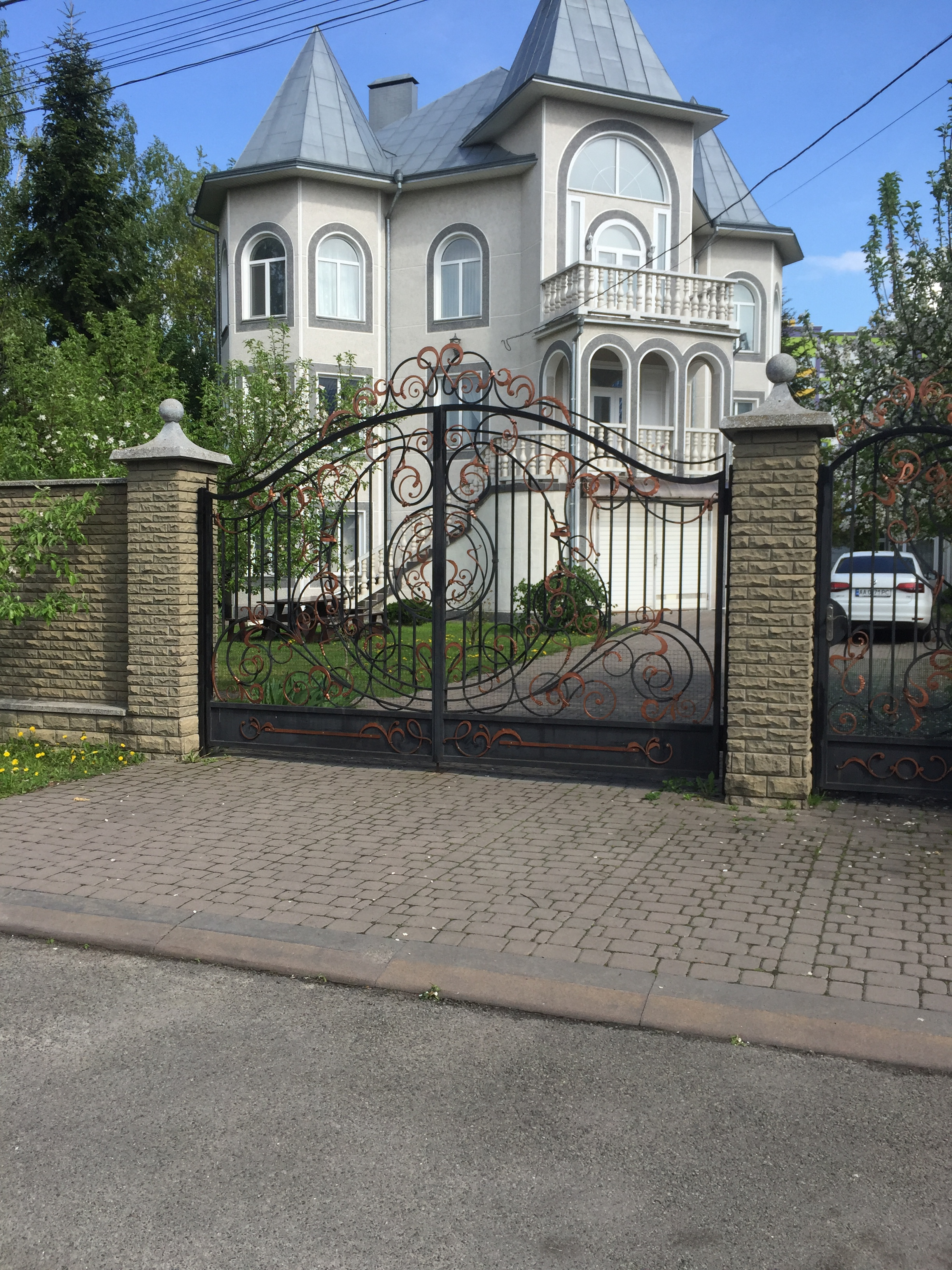